# Merkur (warenhuis)
De warenhuisketen Merkur ontstond in 1938 door de volledige Arisering van de warenhuisketen Schocken. In 1936 werd de meerderheid van de aandelen in Schocken AG door een Britse groep banken overgenomen om als geariseerd te gelden. Twee jaar later werd het bedrijf volledig geariseerd door alle aandelen te verkopen aan een Duitse groep banken onder leiding van de Deutsche Bank en de Reichs-Kredit-Gesellschaft AG. Tijdens een aandeelhoudersvergadering in december 1938 werd besloten om het bedrijf vanaf 1 januari 1939 om te dopen tot Merkur AG.
In 1949 kwam het weer in handen van de oprichters van het bedrijf, de familie Schocken. Hoewel de handel zich positief ontwikkelde verkocht Schocken de groep in 1953 aan Helmut Horten, die de naam veranderde in Merkur Horten & Co. Het hoofdkantoor werd in 1961 verplaatst van Neurenberg naar Düsseldorf. In 1969 zette Horten het bedrijf om in een naamloze vennootschap.
Na de overname opende Helmut Horten GmbH nieuwe vestigingen onder de naam “Merkur”, waaronder in Neuss, Osnabrück en Regensburg. De gevels van deze filialen werden wel al voorzien van de bekende Horten-tegels. De warenhuisformule Merkur was echter geen lang leven beschoren voor deze vestigingen. Enkele jaren later werden de filialen omgedoopt in "Horten".
Het noordelijkste filiaal van Merkur bevond zich in Kiel en behield zijn naam tot 1988.

## Merkur-filialen
Helmut Horten GmbH exploiteerde tegelijkertijd tot 22 Merkur-vestigingen. Halverwege de jaren zestig deed zich bij Horten en Merkur een vreemde situatie voor: enerzijds werden Merkur-vestigingen in Moers, Duisburg en Gevelsberg (het enige nieuwe gebouw uit die tijd met een andere  honingraatgevel) omgebouwd tot Horten-winkels. Aan de andere kant werden in andere steden nieuwe Merkur-warenhuizen gebouwd, bijvoorbeeld in Erlangen en Neuss. Het filiaal in Erlangen werd op 11 november 1965 het 50e  filiaal van de Horten-groep geopend. Even later werden Horten-vestigingen geopend in Duisburg-Hamborn en in Viersen. Daarnaast werd de Merkur-vestiging in Neurenberg gevierd als het grootste warenhuis van Zuid-Duitsland en werd de winkel uitgebreid met een parkeergarage met tankstation. Helmut Horten GmbH exploiteerde zo drie eigen tankstations in Duitsland, die ook opereerden onder de warenhuisnamen Horten in Duisburg-Hamborn en Merkur in Neuss en Neurenberg. De prijs was uniform en werd in het personeelsblad als goedkoop omschreven: 45 pfennig voor benzine en 50 pfennig voor Super.
Op 11 november 1965 waren er Merkur warenhuizen in de volgende steden:
- Augsburg - Bürgermeister-Fischer-Straße 1 (bouwjaar 1957-1958, architect Harald Loebermann. Vanaf 1966 werd het filiaal omgebouwd tot Horten);
- Bremerhaven-Lehe - Hafenstrasse
- Bremerhaven-Geestemünde
- Erlangen - Nürnberger strasse 30 (bouwjaar 1965, architect Harald Loebermann[3], laatste nieuwe Merkur-filiaal. De gevels waren al voorzien van Horten-tegels);
- Gevelsberg - Mittelstrasse 27[4] (geopend op 8 april 1954 en vanaf 14 september 1966 voortgezet als Horten);
- Heidenheim (later tot omgedoopt Horten-extra);
- Heilbronn - Fleiner Strasse 15 (geopend in 1951[5], gesloopt rond 1970 en vervangen door een nieuw Horten-filiaal)
- Hildesheim - Hohen Weg (geopend in 1957, Merkur-filiaal met Horten-tegels)[6];
- Ingolstadt - Ludwigstrasse (geopend in 1952, later voortgezet als Horten)[7];
- Kiel - Dreiecksplatz[8] (was het laatste Merkur-filiaal dat in 1988 werd gesloten);
- Keulen - Hohe Strasse (oorspronkelijk Kaufhaus Franck[9], werd in 1963 uitgebreid herbouwd met als proef de restaurantformule “Kupferspiess”, dat vervolgens in veel filialen werd geopend);
- Ludwigshafen - Bismarckstrasse (geopend in 1962[10], later omgedoopt tot Horten)
- Neuss - Oberstrasse[11] (filiaal met tankstation en gevel met Horten-tegels, werd later omgedoopt tot Horten zonder ombouw);
- Neurenberg - Aufsessplatz 18 (bouwjaar 1953, architect Harald Loebermann[3], na de renovatie in 1963 het grootste filiaal met ruim 17.500 m²);
- Osnabrück - Wittekindstrasse 23 (geopend in 1955, architect Harald Loebermann);[3]
- Pforzheim - Westlichen Karl-Friedrich-Strasse (geopend in 1953[12], filiaal met Horten-tegels aan de gevel)
- Pirmasens - Hauptstrasse (geopend in 1958 en later omgedoopt tot Horten-extra)[13]
- Regensburg - Neupfarrplatz (In 1920 geopend as Kaufhaus Schocken, van 1954 tot 1962 uitgebreid[14], later omgedoopt tot Horten)
- Reutlingen - Karlstrasse 22[15] (Merkur-filiaal met Horten-tegels)
- Schwäbisch Gmünd - Bocksgasse (oorspronkelijk Kaufhaus Meth, Merkur-filiaal dat in de jaren 1970 werd gesloten. Elders werd een Hortenfiliaal geopend);[16]
- Stuttgart - Eberhardstrasse (later omgedoopt tot Horten)[17];
- Wattenscheid - Alter Markt (werd in 1966 vervangen door nieuwbouw van Horten);
- Ulm - Bahnhofstrasse (gebouwd in 1953, gesloopt in 1966 en daarna in een tijdelijk gebouw gevestigd. In 1967 omgedoopt tot Horten).[18]

Hoewel op 11 november 1965 een nieuw Merkur-filiaal in Erlangen werd geopend, kondigde de werknemerskrant “Der Einblick” in het eerste nummer van 1967 (11e jaargang) aan:
Überaltete DeFaKa-Kaufhäuser werden durch Warenhäuser mit Vollsortiment ersetzt; veraltete Merkur-Häuser werden erweitert, umgebaut, modernisiert. Am Ende dieser Umstrukturierungsphase wird unser Unternehmen ausschließlich über Horten-Vollwarenhäuser modernster Prägung verfügen […]
Het einde van de nevenmerken DeFaKa en Merkur werd daarmee publiekelijk bezegeld. De enige KÖSTER-vestiging, in Wiesbaden, en onder de DeFaKa-divisie viel, maakte in 1966/1967 plaats voor een nieuw Horten-gebouw. Later werden de warenhuizen de nieuwere filialen, zoals in Erlangen en Neuss, waarvan de gevels bij de bouw al voorzien waren van de Horten-tegels, omgedoopt tot Horten, zonder dat er uitgebreid omgebouwd moest worden.
Vier relatief kleine Merkur-filialen werden omgedoopt tot "Horten-extra-Haus". 

## Merkur-logo
De Merkur had een relatief eenvoudig logo. Alle letters van de naam waren in hoofdletters in een vlot, eenvoiudig lettertype; een soortgelijk lettertype werd ook door Hertie gebruikt. Bij de vestiging in Neuss werden de witte letters van het logo ook op een donkere plaat bevestigd, die vervolgens op de reclameborden werd bevestigd. Het originele Merkur-logo was een groene, gestileerde M in een cirkel. Dit logo verdween met de transformatie van Merkur, Horten & Co. in Horten AG. Sommige warenhuizen heetten “Kaufstätte Merkur” en vanaf begin jaren vijftig “Kaufhaus Merkur”.

## Merkur-Einkaufsgesellschaft Horten-Kaufring mbH
Enkele jaren na het einde van het warenhuismerk “Merkur” werd de naam in 1989 nieuw leven ingeblazen door Horten en haar samenwerkingspartner Kaufring. De nieuwe organisatie Merkur-Einkaufsgesellschaft Horten-Kaufring mbH was een inkoopcombinatie met het doel betere inkoopvoorwaarden te krijgen door grotere inkoophoeveelheden. De twee samenwerkingspartners hadden elk 50 procent van de aandelen.

## Merkur-Einkaufsgesellschaft mbH
In 1994 werd het bedrijf omgedoopt tot “Merkur Einkaufgesellschaft mbH” omdat Horten AG was overgenomen door Kaufhof AG en het Duitse Woolworth vervolgens het Horten-aandeel overnam. Toen Kaufring AG in 2002 failliet ging, verdween ook de inkoopgroep.